# Ireneu Morel
Ireneu Morel es un deportista argentino que compitió en judo. Ganó una medalla de oro en el Campeonato Panamericano de Judo de 1960, en la categoría 1.er dan.

## Palmarés internacional
| Campeonato Panamericano | Campeonato Panamericano   | Campeonato Panamericano | Campeonato Panamericano |
| Año                     | Lugar                     | Medalla                 | Categoría               |
| ----------------------- | ------------------------- | ----------------------- | ----------------------- |
| 1960                    | Ciudad de México (México) | Medalla de oro          | 1.er dan                |